# Star! (film)
Star! är en amerikansk biografisk musikalfilm från 1968 i regi av Robert Wise.

## Handling
Filmen följer den brittiska musikalartisten Gertrude Lawrences karriär.

## Rollista i urval
- Julie Andrews - Gertrude Lawrence
- Richard Crenna - Richard Aldrich
- Michael Craig - Sir Anthony Spencer
- Daniel Massey - Noël Coward
- Robert Reed - Charles Fraser
- Bruce Forsyth - Arthur Lawrence
- Beryl Reid - Rose
- Alan Oppenheimer - André Charlot
- Garrett Lewis - Jack Buchanan
- Jenny Agutter - Pamela Roper (ej krediterad)